# Iglesia de Santa Teresa del convento de las Fecetas

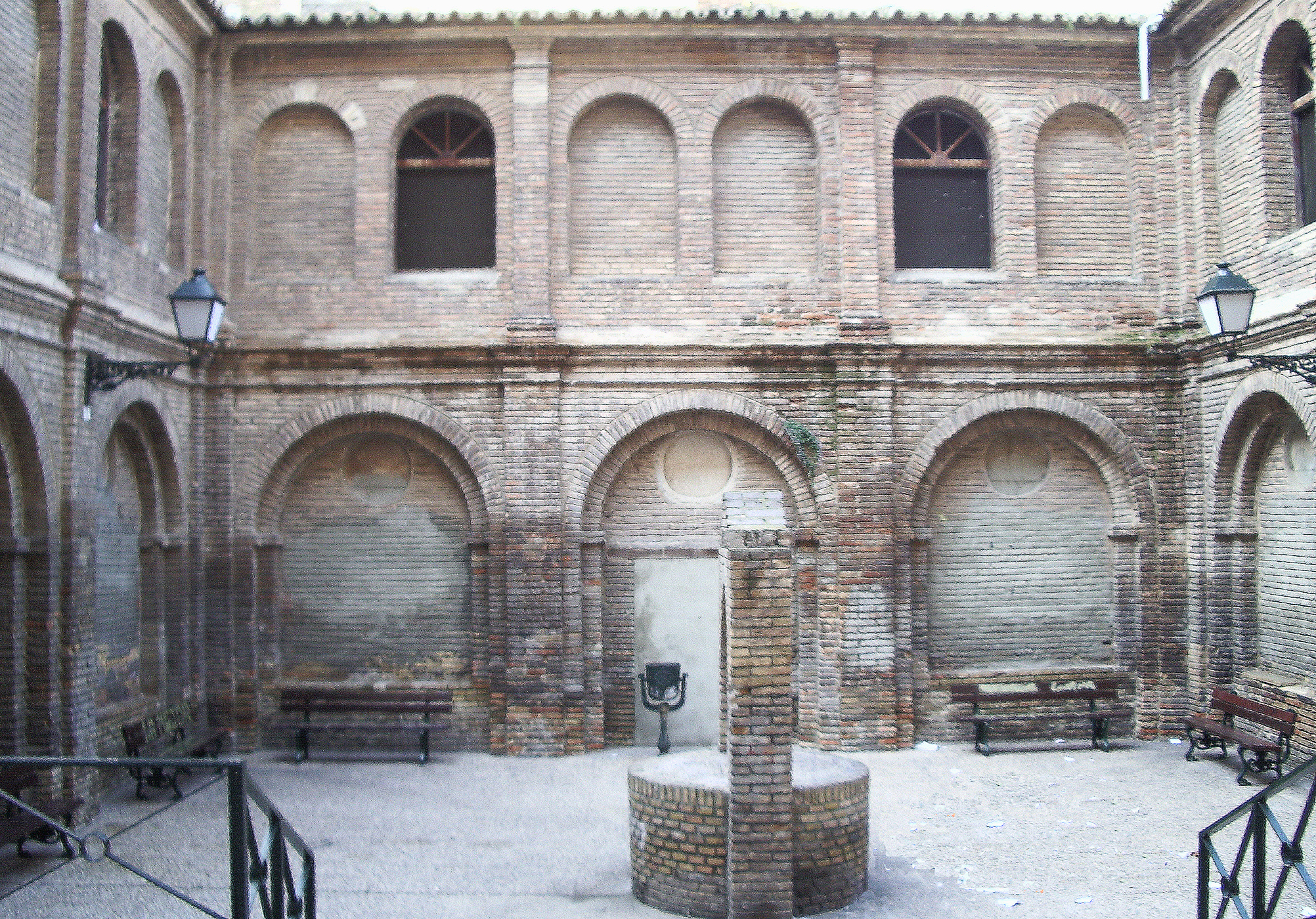
Claustro de las Fecetas

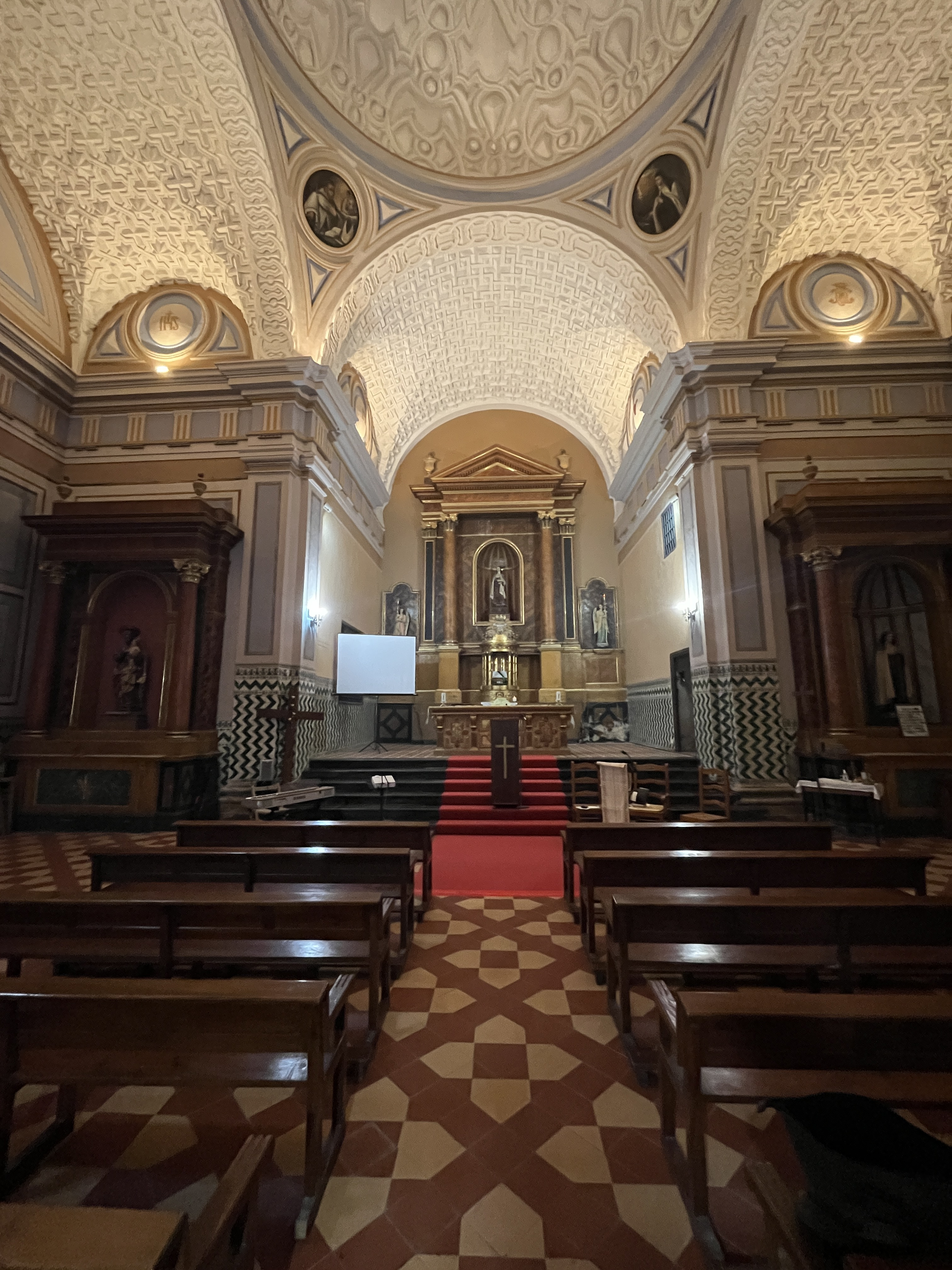
Culto de la Iglesia Anglicana de Zaragoza

La iglesia del convento de las Carmelitas descalzas de Santa Teresa o como se conoce vulgarmente iglesia de las Fecetas es un monumento barroco de Zaragoza, España. Se encuentra en la calle Santa Lucía en el número 13.
En 1623 el notario don Diego Fecet fundó el convento de Carmelitas Descalzas de Santa Teresa, para acoger a las hijas de cargos públicos de Aragón que deseasen dedicarse a la vida religiosa. Del antiguo convento de Carmelitas Descalzas de Santa Teresa sólo se conserva la iglesia, llamada de las Fecetas, como derivación del apellido Fecet de su fundador.
Construida en su mayor parte en ladrillo, tiene planta en cruz latina, de una nave y crucero. La techumbre interior está muy decorada con yeserías barrocas con motivos geométricos de influencia mudéjar. Los muros están decorados con azulejos de Muel. También conserva restos de un claustro de dos pisos realizado en ladrillo y que resulta tremendamente austero como corresponde a la congregación religiosa que lo ocupaba.
Declarada Monumento Nacional el 22 de agosto de 1970. 
En la actualidad, la archidiócesis de Zaragoza ha habilitado este templo para el uso y cuidado del edificio a la Iglesia Anglicana (Iglesia Española Reformada Episcopal) Comunión Anglicana de España desde febrero de 2017. Donde se encuentra la sede de la parroquia anglicana de San Andrés Apóstol.